# 莫扎特全集
「新莫扎特全集」（德語：Neue Mozart-Ausgabe），全名《沃尔夫冈·阿马德乌斯·莫扎特：新版作品大全》（Wolfgang Amadeus Mozart. Neue Ausgabe sämtlicher Werke），是歷來第二套莫扎特作品集錦，由德國貝倫賴特出版社編輯、發行。

## 沿革
此作品集採陸續發行方式，由貝倫賴特出版社與其分社於1955至1991年間逐集出版。其內容除莫扎特本人的作品外，也收錄經莫扎特之手的改編，以及託名作品等。除了樂譜之外，該社也編纂編輯報告、演奏用要點等文字出版物（德文），這一個部分的出版則略落後於樂譜。「新全集」的主編者之一，音樂學者沃尔夫冈·林姆表示，此套全集「是一套兼具歷史與應用觀點的作品，除了哲學、音樂學方面的主張之外，也提供實用的演奏指南，以此形塑莫扎特創作的多元性。」

## 評價
由於其權威性與全面性，「新全集」現已成為研究莫扎特的音樂學學者，以及職業演奏者最頻繁選用的樂譜版本之一。音樂學者霍華德·錢德勒·羅賓斯·蘭登認為，若要「正確無誤地」演奏莫扎特作品，「新全集」「無疑是不可或缺的」。
然而，在其學術價值廣泛受到肯定的同時，「新全集」亦有一些隱憂。音樂學者史坦利·賽迪認為，由於第二次世界大戰造成部分的史料損毀，多少減損了此部作品的價值。此外，賽迪也批評了柏林国立图书馆對莫扎特史料的過份保護。在此同時，音樂歷史學的研究仍持續推進，新發掘的史料與證據皆可能與「新全集」的主張相左，此一問題尚待時間的考驗。

### 裝飾奏的準確性
弗雷德里克·紐曼（Frederick Neumann）認為，「新全集」的裝飾奏記法儘管全面，仍有部份的失準，特別是人聲作品方面。

## 取得
除了廿集厚冊之外，貝倫賴特出版社也印行小尺寸的閱讀用譜（Studienpartitur），這類樂譜多是單一作品，而非前者的合輯。另外，在國際莫札特基金會（Internationale Stiftung Mozarteum）以及普克德人文研究所的合作下，自2006年12月12日起，「新全集」的絕大部分內容已經公開在網際網路上（名為「數位莫扎特全集」），供大眾無償使用。

## 外部連結
- 數位莫札特全集 （页面存档备份，存于）（英語、德語）
- 國際莫札特基金會的官方網站 （页面存档备份，存于）